# Dierre
Dierre – miejscowość i gmina we Francji, w Regionie Centralnym, w departamencie Indre i Loara.
Według danych na rok 1990 gminę zamieszkiwały 464 osoby, a gęstość zaludnienia wynosiła 45 osób/km² (wśród 1842 gmin Regionu Centralnego Dierre plasuje się na 706. miejscu pod względem liczby ludności, natomiast pod względem powierzchni na miejscu 1132.).